# Krystyna Krupa
Krystyna Krupa panieńskie nazwisko Malinowska (ur. 15 stycznia 1939 w Wyszkach) – polska siatkarka, dwukrotna brązowa medalistka olimpijska.
Mierzyła 176 cm wzrostu. Przez 15 lat była zawodniczką AZS Gdańsk (1955–1970). W reprezentacji Polski w latach 1962–68 wystąpiła 131 razy. Uczestniczyła w igrzyskach olimpijskich w 1964 w Tokio oraz cztery lata później, za każdym razem zdobywając brązowy medal. Z reprezentacją zdobyła także brązowy medal  mistrzostw świata (1962) i dwa srebrne medale mistrzostw Europy (w 1963 i 1967).
Pracowała w Centrum Naukowo-Technicznym DOKP Gdańsk.
Jej teściową była gimnastyczka Stefania Krupa.